# Xã Caribou, Quận Kittson, Minnesota
Xã Caribou (tiếng Anh: Caribou Township) là một xã thuộc quận Kittson, tiểu bang Minnesota, Hoa Kỳ. Năm 2010, dân số của xã này là 48 người.